# Comando Estratégico dos Estados Unidos

Emblema oficial do Comando Estratégico dos Estados Unido

O Comando Estratégico dos Estados Unidos (USSTRATCOM em inglês: United States Strategic Command) é um dos onze comandos combatentes unificados do Departamento de Defesa dos Estados Unidos. Com sede na Base da Força Aérea Offutt, Nebraska, o USSTRATCOM é responsável pela dissuasão estratégica, ataque global e operação da Rede de Informações Globais do Departamento de Defesa. Ele também fornece uma série de recursos para apoiar os outros comandos de combate, incluindo defesa antimísseis integrada; e comando global, controle, comunicações, computadores, inteligência, vigilância e reconhecimento (C4ISR). Este comando existe para dar à liderança nacional um recurso unificado para maior compreensão de ameaças específicas em todo o mundo e os meios para responder a essas ameaças rapidamente.